# Pierre couverte de Montbenault
Pour les articles homonymes, voir Pierre couverte.
La Pierre Couverte de Montbenault, appelée aussi Pierre Couverte du Loncheneau, est un dolmen situé à Beaulieu-sur-Layon, dans le département français de Maine-et-Loire.

## Description
C'est un dolmen simple. La chambre est délimitée par cinq orthostates, dont un renversé, qui ont été renforcés par une maçonnerie moderne. Selon Godard, elle comportait un sixième pilier lui aussi renversé en 1862. Célestin Port signale en 1878 que ce sixième pilier serait en morceaux. La chambre mesure 2,45 m de long sur 1,35 m de large. Elle est recouverte d'une unique table de couverture. Les dalles sont en schiste et poudingue carbonifère, sauf la dalle de chevet qui est en phtanite.
Un grattoir en silex aurait été retrouvé sur place.